# Krsno Polje
Krsno Polje är ett samhälle i Bosnien och Hercegovina.   Det ligger i entiteten Federationen Bosnien och Hercegovina, i den centrala delen av landet, 80 km norr om huvudstaden Sarajevo. Krsno Polje ligger 198 meter över havet och antalet invånare är 167.
Terrängen runt Krsno Polje är huvudsakligen lite kuperad. Krsno Polje ligger nere i en dal.Närmaste större samhälle är Zavidovići, 8,5 km söder om Krsno Polje. 
I omgivningarna runt Krsno Polje växer i huvudsak lövfällande lövskog. Runt Krsno Polje är det ganska tätbefolkat, med 93 invånare per kvadratkilometer.